# مارینا رودریگز
مارینا رودریگز (انگلیسی: Marina Rodriguez؛ زادهٔ ۲۹ آوریل ۱۹۸۷) ورزشکار هنرهای رزمی ترکیبی اهل برزیل است. وی از سال ۲۰۱۵ میلادی تاکنون مشغول فعالیت بوده‌است.